# Vengaboys

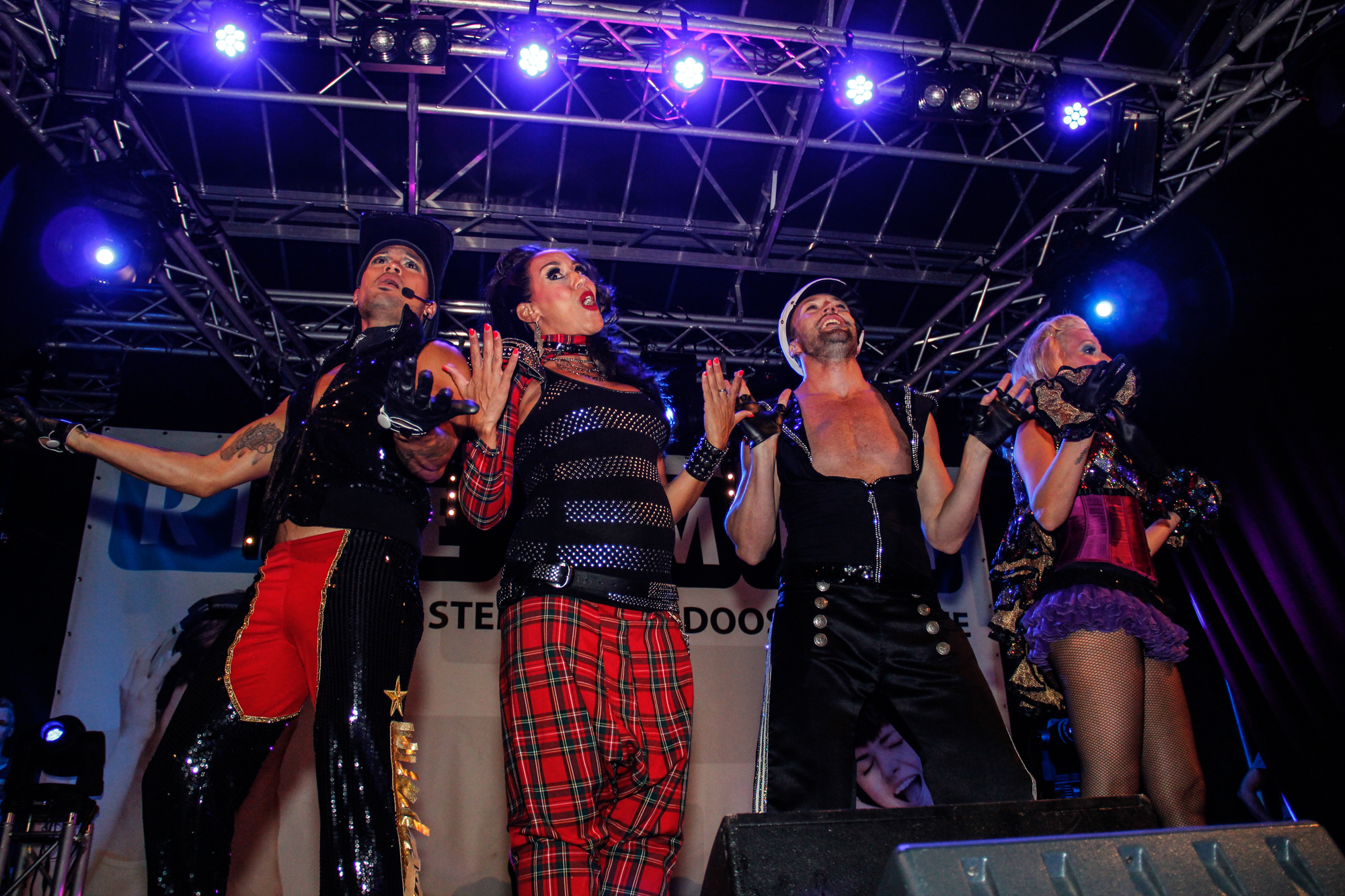
De Vengaboys tijdens de Gouden Pijl (2013)

Vengaboys (van het Spaanse 'venga' (/ˈbenɡa/) en het Engelse 'boys' (/bɔɪz/)) is een Nederlandse dance-act die tussen 1997 en 2000 zowel in Nederland als daarbuiten grote hits scoorde. In 2010 maakte de groep een comeback. De muziek van de Vengaboys valt onder dance-pop, eurodance en eurohouse.

## Geschiedenis
De eerste single van de Vengaboys heet Parada de tettas en verscheen in de zomer van 1997. Aanvankelijk was er het verhaal dat twee dj's, Danski en DJ Delmundo met een oude schoolbus de stranden van Spanje onveilig maakten. Onderweg zouden vier zangers en zangeressen opgepikt zijn, ieder afkomstig uit een ander land. Tijdens illegale optredens zou er ook regelmatig chaos zijn ontstaan, omdat de bandleden met bankbiljetten naar het publiek gooiden. Verder zou de politie hen op de hielen zitten en zouden mastertapes zijn gestolen. Dit imago is echter gebaseerd op verzonnen verhalen. Pas na enkele singles werd duidelijk dat achter Danski Dennis van den Driesschen en achter DJ Delmundo Wessel van Diepen schuilgingen. De naam Vengaboys was bedacht naar aanleiding van een opnamesessie voor het eerdere project Nakatomi waarbij een Spaanse gastzangeres heel vaak het woord 'venga' zong. De casting en samenstelling van de podiumact in de periode 1997-2000 werd gedaan door Wendelien van Diepen.

### Doorbraak
Parada de tettas en de tweede single To Brazil werden bescheiden hits. Het grote succes kwam met Up & Down, dat in het voorjaar van 1998 de top 10 haalde. Hetzelfde gebeurde met de singles We like to party! (the Vengabus) en Boom, Boom, Boom, Boom!!, al zijn de opbouw en het ritme van de drie nummers bijna identiek. Op dat moment waren de Vengaboys ook doorgebroken in het buitenland. In Engeland kwam de groep vanuit het niets op 1 binnen met Boom, Boom, Boom, Boom!! en daarna nog eens met de opvolger We're going to Ibiza! (origineel: Barbados van Typically Tropical uit 1975), dat ook in Nederland bovenaan de hitlijsten belandde. De Vengaboys zijn de enige Nederlandse groep met twee (opeenvolgende) nummer 1-hits in Engeland. In 2000 verliet Robin Pors de groep. Hij bracht een solosingle uit getiteld I'll be right there, maar het werd geen hit.
In 1999 en 2000 wonnen de Vengaboys tweemaal zowel de Exportprijs van Conamus voor de verkoopsuccessen in het buitenland als de TMF Award voor Beste Dance Act. Een jaar later wonnen ze eveneens de World Music Award voor World's Best Selling Dance Group.
In 2000 verscheen het tweede echte studio-album: The Platinum Album (op Up & Down - The Party Album en Greatest Hits Pt. 1 staan vrijwel dezelfde nummers). Van The Platinum Album kwamen de hits Kiss (When the sun don't shine), Shalala lala en Uncle John from Jamaica. Daarna ging het langzaam bergafwaarts. Cheekah Bow Bow (that computer song) wist nog net de Top 40 te bereiken, maar de afscheidssingle Forever as one (een ballad) bleef in de Tipparade hangen.

### Na het succes
In 2001 was een nummer van de Vengaboys te horen in de film Charlie's Angels, maar Take me to the city verscheen niet op de soundtrack. Het werd wel alsnog uitgebracht op een tweede versie van The Platinum Album. Begin 2002 verlieten Yorick en Denise de groep. Denise ging in 2003 solo toen ze de Paula Abdul-cover Straight up uitbracht, maar het nummer kwam niet verder dan de Tipparade.
De Vengaboys brachten geen nieuwe muziek meer uit en stopten uiteindelijk ook met optreden. In 2007 kwamen ze echter weer bij elkaar en werd er ook weer opgetreden. Eind 2009 werd via het YouTube-kanaal van de groep bekendgemaakt dat er gewerkt werd aan een comeback en Robin Pors kwam ook weer terug in de groep. In juni 2010 verscheen Rocket to Uranus. De Amerikaanse celebrityblogger Perez Hilton is te horen op de single en te zien in de clip. Ook oud-zanger Pete Burns van Dead or Alive maakt zijn opwachting in de clip, waarvan ook een versie in 3D uitkwam.
In 2013 brachten de Vengaboys na een concerttour in Australië de single "Hot Hot Hot" uit. In dat jaar doen ze ook een gastoptreden bij de Toppers. In 2014 werd het nummer To Brazil uit 1998 opnieuw uitgebracht onder de titel 2 Brazil in het kader van het WK voetbal dat dat jaar in Brazilië werd gehouden.
In 2019 werd hun We're going to Ibiza! opgepikt door de Oostenrijkse protestbeweging. Het nummer kwam bovenaan de Oostenrijkse hitlijsten na het Ibiza-schandaal met de op 18 mei aftredende Oostenrijkse vice-kanselier Heinz-Christian Strache. De Vengaboys reisden af naar Oostenrijk om op te treden op een politieke bijeenkomst.

### Timmy Trumpet & Vengaboys - Up & Down
In de zomer van 2020 brachten de Vengaboys samen met de Australische dj Timmy Trumpet een festivalversie uit van de hit Up & Down.

## Leden

### Huidige bezetting
- Denise van Rijswijk: 1997-2002, 2006-heden
- Robin Pors: 1997-1999, 2009-heden[6]
- Donny Latupeirissa: 2006-heden[7]
- Cilla Niekoop: 2024-heden (tijdelijk, vanwege Kim Sasabone's rustperiode)[8]

### Voormalige Vengaboys
- Kim Sasabone: 1997-2024
- Roy Den Burger: 1997-2004
- Yorick Bakker: 1999-2002; 2006-2009
- Mark Jong a Pin: 2002-2004, 2018-heden (touring, afwisseling met Latupeirissa)
- Lynn Allien: 2002-2004
- JJ van Zon: 2012 (tijdelijk, vanwege ziekte)
- Kim Ley: 2013 (tijdelijk, vanwege Kim Sasabone's zwangerschap)
- Eefje Baesjou: 2015 (tijdelijk, vanwege Denise van Rijswijks zwangerschap)

### Dj's
- Wessel van Diepen (Delmundo): 1997-2012
- Dennis van den Driesschen (Danski): 1997-2004

## Discografie

### Albums
| Album met eventuele hitnotering(en) in de Nederlandse Album Top 100 | Datum van verschijnen | Datum van binnenkomst | Hoogste positie | Aantal weken | Opmerkingen |
| ------------------------------------------------------------------- | --------------------- | --------------------- | --------------- | ------------ | ----------- |
| Up & Down - The Party album!                                        | 1998                  | 11-04-1998            | 4               | 33           | Goud        |
| Greatest hits part 1                                                | 1998                  | 14-11-1998            | 1(3wk)          | 71           | 2× Platina  |
| The platinum album                                                  | 2000                  | 18-03-2000            | 2               | 31           |             |

| Album met hitnotering(en) in de Vlaamse Ultratop 200 albums | Datum van verschijnen | Datum van binnenkomst | Hoogste positie | Aantal weken | Opmerkingen |
| ----------------------------------------------------------- | --------------------- | --------------------- | --------------- | ------------ | ----------- |
| Up & Down - The Party album!                                | 1998                  | 05-09-1998            | 11              | 9            |             |
| Greatest hits part 1                                        | 1998                  | 14-11-1998            | 3               | 45           |             |
| The platinum album                                          | 2000                  | 25-03-2000            | 5               | 20           |             |

### Singles
| Single met eventuele hitnotering(en) in de Nederlandse Top 40 | Datum van verschijnen | Datum van binnenkomst | Hoogste positie | Aantal weken | Opmerkingen                                                 |
| ------------------------------------------------------------- | --------------------- | --------------------- | --------------- | ------------ | ----------------------------------------------------------- |
| Parada de tettas                                              | 1997                  | 30-08-1997            | 14              | 5            | Nr. 29 in de Single Top 100 / Dancesmash op Radio 538       |
| To Brazil                                                     | 1997                  | 24-01-1998            | 22              | 7            | Nr. 23 in de Single Top 100                                 |
| Up and down                                                   | 1998                  | 14-03-1998            | 5               | 14           | Nr. 5 in de Single Top 100 / Dancesmash op Radio 538        |
| We like to party! (the Vengabus)                              | 1998                  | 30-05-1998            | 2               | 22           | Nr. 2 in de Single Top 100 / Goud / Dancesmash op Radio 538 |
| Boom, Boom, Boom, Boom!!                                      | 1998                  | 31-10-1998            | 1(4wk)          | 24           | Nr. 1 in de Single Top 100 / Alarmschijf / 2xPlatina        |
| We're going to Ibiza!                                         | 1999                  | 27-03-1999            | 1(3wk)          | 24           | Nr. 1 in de Single Top 100 / Alarmschijf / Platina          |
| Kiss (When the Sun Don't Shine)                               | 1999                  | 20-11-1999            | 2               | 13           | Nr. 3 in de Single Top 100 / Alarmschijf                    |
| Shalala Lala                                                  | 2000                  | 19-02-2000            | 2               | 10           | Nr. 2 in de Single Top 100 / Alarmschijf                    |
| Uncle John from Jamaica                                       | 2000                  | 20-05-2000            | 7               | 9            | Nr. 7 in de Single Top 100                                  |
| Cheekah bow bow (That computer song)                          | 2000                  | 30-09-2000            | 32              | 3            | met Cheekah / Nr. 29 in de Single Top 100                   |
| Forever as one                                                | 2000                  | 25-11-2000            | tip2            | -            | Nr. 77 in de Single Top 100                                 |
| Rocket to Uranus                                              | 2010                  | 03-07-2010            | 21              | 4            | met Perez Hilton / Nr. 7 in de Single Top 100               |
| Hot hot hot                                                   | 2013                  | 24-08-2013            | 29              | 5            | Nr. 13 in de Single Top 100                                 |
| 2 Brazil                                                      | 2014                  | 17-05-2014            | tip4            | -            | Nr. 52 in de Single Top 100                                 |
| Supergeil!                                                    | 2016                  | 13-02-2016            | tip23           | -            | met Coen & Sander                                           |
| The Sign                                                      | 2017                  |                       |                 |              | met R.I.O.                                                  |

| Single met hitnotering(en) in de Vlaamse Ultratop 50 | Datum van verschijnen | Datum van binnenkomst | Hoogste positie | Aantal weken | Opmerkingen |
| ---------------------------------------------------- | --------------------- | --------------------- | --------------- | ------------ | ----------- |
| Up and down                                          | 1998                  | 25-07-1998            | 11              | 16           |             |
| We like to party! (The Vengabus)                     | 1998                  | 30-05-1998            | 1(7wk)          | 21           |             |
| Boom, boom, boom, boom!!                             | 1998                  | 31-10-1998            | 1(3wk)          | 19           |             |
| We're going to Ibiza!                                | 1999                  | 27-03-1999            | 2               | 21           |             |
| Kiss (When the sun don't shine)                      | 1999                  | 27-11-1999            | 5               | 15           |             |
| Shalala lala                                         | 2000                  | 19-02-2000            | 2               | 12           |             |
| Uncle John from Jamaica                              | 2000                  | 27-05-2000            | 14              | 11           |             |
| Cheekah bow bow (That computer song)                 | 2000                  | 30-09-2000            | 30              | 5            | met Cheekah |
| Hot Hot Hot                                          | 2013                  | 14-09-2013            | tip37           | -            |             |
| 2 Brazil                                             | 2014                  | 07-06-2014            | tip39           | -            |             |
| I Wanna Go Back (to 1999)                            | 2021                  | 07-06-2021            | tip39           | -            |             |

## Trivia
- Yorick Bakker deed in 2004 mee aan het Universe 2004-toernooi van de World Fitness Federation. Samen met Jolanda Beuving werd hij uitgeroepen tot Beste Duo.
- In april 2004 trouwde Denise van Rijswijk met ex-GTST-acteur Winston Post.
- De eerste single Parada de tettas wordt gebruikt als goaltune van de voetbalclub De Graafschap en K Beerschot VA.
- In 2019 verklaarde nieuwswebsite Nu.nl Vengaboys tot de succesvolste Nederlandse popgroep aller tijden.[9]